# How Do You Sleep? (Jesse McCartney)
How Do You Sleep? è il terzo singolo estratto dal terzo album studio di Jesse McCartney, Departure.

## Remix
Il remix ufficiale è in collaborazione con il famoso rapper Ludacris ed è già stato distribuito dalle radio.
McCartney dopo aver collaborato con Ludacris ha dichiarato: Sono sempre stato un fan di "Luda" e della sua carriera ed è stato un onore avere una sua collaborazione in questo brano.
Esistono due versioni remix, una rhythmic version, che consiste in un diverso arrangiamento musicale, e la hit Top 40 version, con base originale.

## Video
È stato pubblicato un video Live Performance il 16 dicembre 2008 su YouTube con filmati riguardanti Jesse in tour. Tuttavia questa versione non sarà quella ufficiale, Jesse McCartney ha annunciato, intervistato nel backstage di B96's Jingle Ball 2008, che le riprese del video ufficiale inizieranno a gennaio 2009. Il video in collaborazione con Ludacris e Sean Garrett uscirà il 3 marzo 2009 in anteprima su MySpace.

## Classifiche
How Do You Sleep? ha debuttato in classifica il 17 gennaio.
| Chart (2009)                   | Peak position |
| ------------------------------ | ------------- |
| U.S. Billboard Hot 100         | 39            |
| U.S. Billboard Pop 100         | 26            |
| U.S. Billboard Pop 100 Airplay | 26            |